# Euaspa pavo
Euaspa pavo is een vlinder uit de familie van de Lycaenidae. De wetenschappelijke naam van de soort werd als Zephyrus pavo in 1887 gepubliceerd door De Nicéville.